# Lars Wilhelm Åberg
Lars Wilhelm Åberg (Hausjärvi, Grão-Ducado da Finlândia, 19 de dezembro de 1879 — Helsinque, Finlândia, 21 de janeiro de 1942) foi um engenheiro e industrial finlandês. Foi General Manager da Wärtsilä e cofundador da Sisu Auto (Suomen Autoteollisuus - SAT).

## Early years
Lars Wilhelm Åberg nasceu em Hausjärvi, filho de Lars Erik Åberg e Mathilda Maria née Rosvall. Estudou engenharia na Universidade de Tecnologia de Helsinque. Obteve a graduação em 1902, e depois passou um ano estudando em Dresden.

## Carreira
Após a graduação trabalhou em diversas companhias. Foi diretor da Helsingin Energia, onde trabalhou até 1918, quando foi indicado diretor geral da siderúrgica Wärtsilä. Simultaneamente, dirigiu a Ab Hämekoski e a Ab Karelia Wood.
A Wärtsilä enfrentou sérias dificuldades financeiras durante a liderança de Åberg. O balanço anual de 1925 revelou perdas de 1,6 milhões de marcos; o débito da companhia atingiu a marca de 46 milhões de marcos quando as vendas eram de 16 milhões. Em março de 1926 Åberg anunciou sua demissão, que ocorreu em 15 de abril. Ele foi readmitido por Wilhelm Wahlforss. Mais tarde descobriu-se que Åberg havia escondido uma lacuna notável no inventário.
Começando em 13 de março Åberg foi indicado para a presidência do conselho do fabricante de carrocerias de ônibus Autokoritehdas. Apesar de sua relativamente boa carta de pedidos, a companhia padecia de falta de carros de reserva. Os credores impeliram a companhia para juntar-se a seu competidor Autoteollisuus-Bilindustri. Isto ocorreu em 20 de março de 1931, quando Åberg juntamente com Karl Arthur Nordgren e Emil Anton Winckelmann deixaram uma proposta de iniciar uma nova companhia no Ministério da Indústria e Comércio. Isto foi o começo da fábrica de caminhões e ônibus Sisu Auto. Åberg tornou-se acionista minoritária na nova empresa.

## Vida familiar
Åberg casou com Sylvi Helena née Antman. O casal não teve filhos, e quando Åberg morreu em 1942, legou uma grande soma em dinheiro para a Academia Sueca de Ciências da Engenharia na Finlândia (Svenska tekniska veteskapsakademien i Finland). Aacademia escreveu um obituário laudatório sobre ele. Quando o sucessor de Åberg's em Wärtsilä, Wilhelm Wahlforss, soube disso, tentou de toda forma impedir sua publicação, referindo-se à forma descuidada de liderança da companhia. O obituário foi publicado apenas em 1946.